# فرهنگ آنندراج
فرهنگ آنَنْدراج یکی از فرهنگ‌های زبان فارسی نوشته‌شده در اوایل سده ۱۴ (قمری) در هندوستان و از کامل‌ترین و منظم‌ترین فرهنگ‌های زبان فارسی عصر خود است.

## محتوی

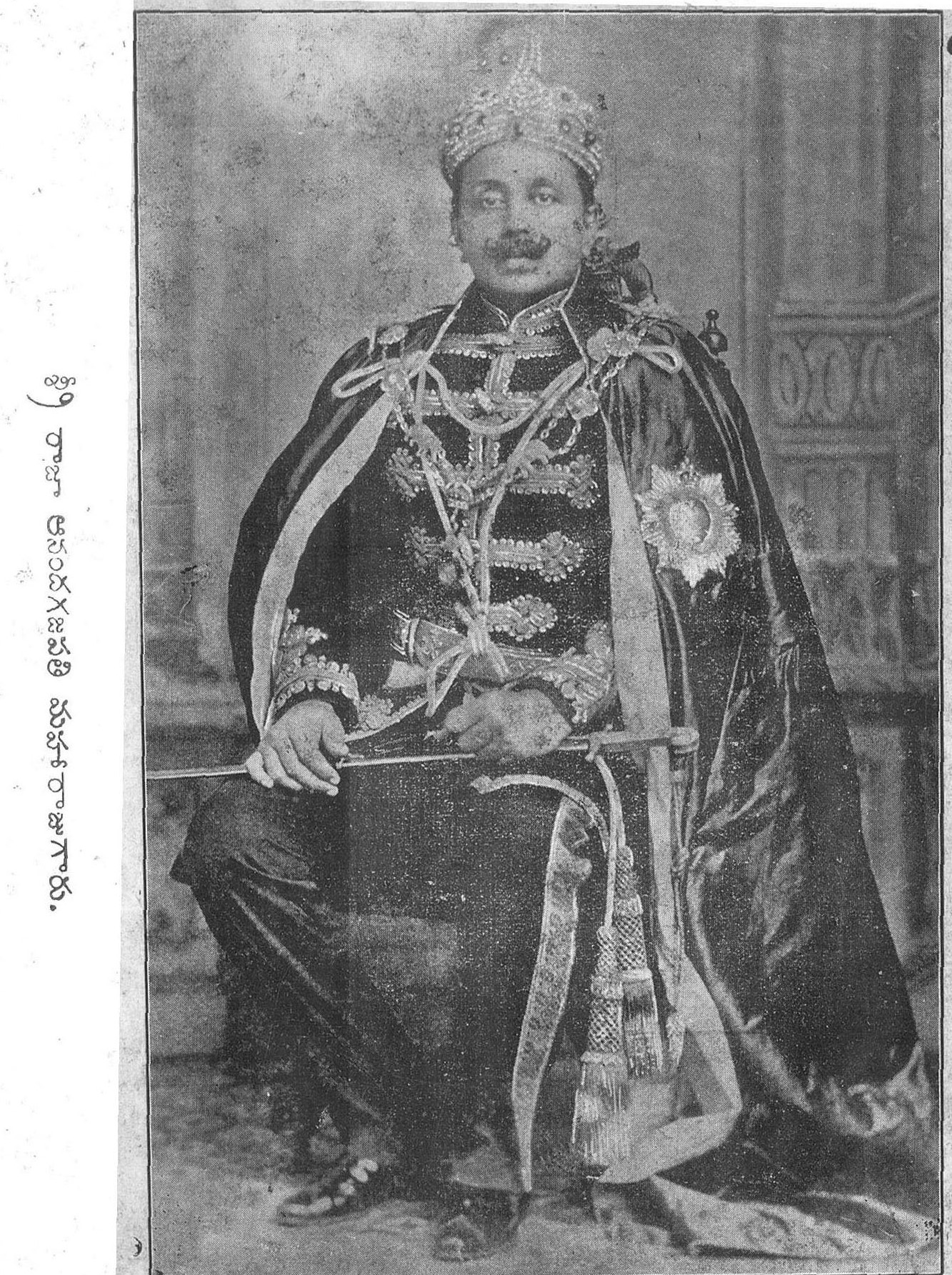
تصویر آننده گجپتی راج که فرهنگ آنندراج به هزینه وی تالیف شده است

این فرهنگ را محمد پادشاه (Moḥammad Pādɶāh) متخلص به «شاد» (Šād)، فرزند غلام محیی‌الدین (Ḡolām Moḥī-al-Dīn) معروف به نسیم، میرمنشی (mīr monšī یعنی منشی اول) مهاراجه آنند گجپتی راج‌ (Ānand Gajapatī Rāj)، راج ایالت ویجی‌نگر از ایالات دکن هندوستان گردآوری کرده‌است. هدف وی جمع آوری چند کتاب لغت عربی و فارسی در یک جا بوده است تا برای دانشمندان و دانشجویان زبان عربی و فارسی یک کتاب کافی باشد. پس برای الفاظ عربی این کتابها را انتخاب کرده:
- منتهی‌الارب
- منتخب اللغه
- صراح
- غیاث‌اللغات
- فرهنگ فرنگ (احتمالا کتاب لغت جانسون یا استینگس)

و برای الفاظ فارسی این کتب را انتخاب نموده است:
- مؤیدالفضلا
- بهار عجم
- غیاث اللغات
- فرهنگ انجمن‌آرای ناصری
- برهان قاطع
- هفت قلزم
- کشف اللغات
- شمس اللغات
- مصطلحات وارسته

و در ذیل هر لفظی که از هر کتاب می گیرد عبارت آن کتاب را نقل می کند و در آخر علامتی به جای نام آن کتاب ذکر می کند. در واقع هر کسی که این کتاب را داشته باشد دارای چندین کتاب لغت عربی و فارسی است.
این فرهنگ مشتمل بر واژه‌های فارسی، ترکی و عربی است و شواهدی از شعر و نثر را دربردارد. بسیاری از لغات فارسی با شواهد شعری آراسته شده‌اند. همچنین، در این کتاب به برخی اصطلاحات مفید و متداول عامه اشاره شده و مترادف‌های بسیاری از کلمات آورده شده‌اند. گاهی نیز از مباحث دستوری و صرفی و نحویِ آن‌ها سخن به میان آمده‌است.
محمد پادشاه چون بر زبان انگلیسی احاطه داشته، فرهنگ‌های معتبر انگلیسی را سرمشق خویش قرار داده و با تألیف مجموعه مترادفات و فرهنگ آنندراج در عرصهٔ فرهنگ‌نویسی به زبان فارسی خدمتی درخور توجه کرده‌است؛ زیرا هریک از این دو فرهنگ ویژگی‌هایی دارد که پیش از آن در فرهنگ‌های فارسی سابقه نداشته‌است. طرح منتخب از فرهنگ وبستر الگوی تدوین فرهنگ عربی و فارسی وی می باشد.

## تالیف و چاپ
تالیف این کتاب در سال ۱۳۰۶ هجری قمری به اتمام رسیده و در سال ۱۳۰۷ هجری قمری در چاپخانه نولكشور شهر لكهنو در سه جلد در قطع بزرگ، هر صفحه شامل سه ستون و صفحات مجموع سه جلد ۳۰۱۱ صفحه به چاپ رسیده است.
این کتاب به افتخار ابن راجه به نام او (آنند راج) نوشته شده‌است. کار تألیف کتاب در ۱۲۶۷ خورشیدی (برابر با ۱۳۰۶ قمری قمری و ۱۸۸۸ میلادی) به پایان رسید و یک سال بعد، در سه جلد بزرگ به قطع رحلی، به هزینهٔ مهاراجه آنندراج در چاپخانهٔ منشی نوال کیشور به چاپ رسید.
فرهنگ آنندراج نخستین بار در حیات مؤلف در سه جلد در هند به چاپ رسیده و نسخه‌ای از آن در کتابخانهٔ آستان قدس رضوی نگهداری می‌شود.
مشخصات هر جلد فرهنگ آنندراج به شرح زیر است:
- جلد اول: سال انتشار در ۱۸۸۹ میلادی با ‎۱۰۸۱ صفحه است. این جلد از الف الممدوحه شروع و تا باب الخاء است.
- جلد دوم: سال انتشار در  ۱۸۹۳ میلادی با ‎۱۱۷۰ صفحه است. از باب دال المهمله شروع و تا باب الکاف العربی تمام می شود.
- جلد سوم: سال انتشار در ۱۸۹۶ میلادی با ۸۵۶ صفحه است. از باب الکاف اللفارسی شروع و تا پایان باب الیاء است.

فرهنگ آنندراج در سال ۱۳۳۵ خورشیدی در هفت مجلد به کوشش محمد دبیرسیاقی در تهران منتشر و در ۱۳۶۳ تجدید چاپ شد.

## زندگی نامه منشی محمد پادشا[۳]
منشی محمد پادشا پسر اول پاشه امام کُنِّم صاحب (Pashe Emam Kunnem Saheb) متولد سال ۱۲۵۲ هجری قمری (برابر ۱۲۱۵ خورشیدی) می باشد. وی در ده سالگی یادگیری زبان فارسی را آغاز کرد و پس از آن به تحصیل زبان عربی پرداخت. 
پس از تاسیس مدرسه انگلیسی در محل سکونتش در آن مدرسه به فراگیری ادبیات انگلیسی پرداخت. معلم زبان انگلیسی وی که منشی زبان فارسی بسیاری از افسران انگلیسی هنگ های نظامی مدرس بود، برای وی جایی در اردوگاه نظامی وجیانگر یافت و محمد پادشا با سمت منشی به کار گمارده شد. از این طریق توانست به دربار مهاراجه ویجیانگر، شوالیه‌ فرمانده نشان ستاره هندوستان، آقای ویجیاراما گچپتی راج راه یافته و به عنوان دستیار میر منشی منصوب شود. محمد پادشا در سال ۱۸۵۴ میلادی (برابر ۱۲۳۳ خورشیدی) ازدواج نمود. در سال ۱۸۶۲ میلادی (برابر ۱۲۴۱ خورشیدی) به همراهی مهارجه ویجیانگر از راه خشکی به بنارس مهاجرت نمود. وی نزد عالمان مسلمان مدارس به کسب معارف اسلامی، ادبیات عربی و ادبیات فارسی پرداخت. وی مشاغل دیگری مانند عضویت شورای شهرستان، عضویت هیئت مدیره املاک تیولی و قاضی دادگاه بخش اشتغال یافت. کتاب مجموعه مترادفات در زبان فارسی را در آوریل ۱۸۷۵ میلادی (برابر ۱۲۵۴ خورشیدی) با هزینه مهارجه ویجیانگر نوشته و منتشر نمود.
پس از فوت مهارجه ویجیانگر در آوریل ۱۸۷۹ میلادی (برابر فروردین ۱۲۵۸ خورشیدی)، به خدمت آقای آننده گجپتی راج منه سلطان بهادر، که از دوستداران بزرگ ادبیات بود، در آمد و وی در به پایان رساندن تالیف فرهنگ آنندراج هیچ حمایتی را از منشی محمد پادشا دریغ ننمود.